# Никольское-Гагарино
Никольское-Гагарино — дворянская усадьба екатерининского времени, принадлежавшая до Октябрьской революции князьям Гагариным старшей линии. Расположена над рекой Озерной в деревне Никольское Рузского городского округа Московской области. Приспособлена под детскую психиатрическую лечебницу, вход для посторонних на территорию ограничен.

## Усадьба
В начале 1770-х князь Гагарин, Сергей Сергеевич (1745-98) приобрёл у свояка село Никольское — прежнюю вотчину князей Троекуровых. Не позднее 1776 года был выстроен загородный дом центрально-осевой планировки, увенчанный круглым бельведером, откуда открывается вид на Тростенское озеро. Проектирование усадьбы было поручено Ивану Старову, который вместе с Сергеем Гагариным-старшим (отцом владельца) занимался обустройством имений юного графа Бобринского. Объёмная композиция паркового фасада и овальная форма трёх парадных залов выдают влияние стиля барокко. Впоследствии мастер раннего классицизма не раз применял сходные планировочные решения в усадьбах Петербургской губернии. 

Дом, построенный на вершине пологого холма, отличается живописностью, чему немало способствует его сложно скомпонованный план с овальными залами и прямоугольными комнатами, столь напоминающий планы Баженова для царицынских павильонов. Парк усадьбы был разбит Старовым в соответствии с рекомендациями Болотова: звездообразно сходившиеся у дома аллеи сочетались с парком-лесом и свободно насаженными деревьями.— «История русского искусства» (под ред. И. Грабаря)

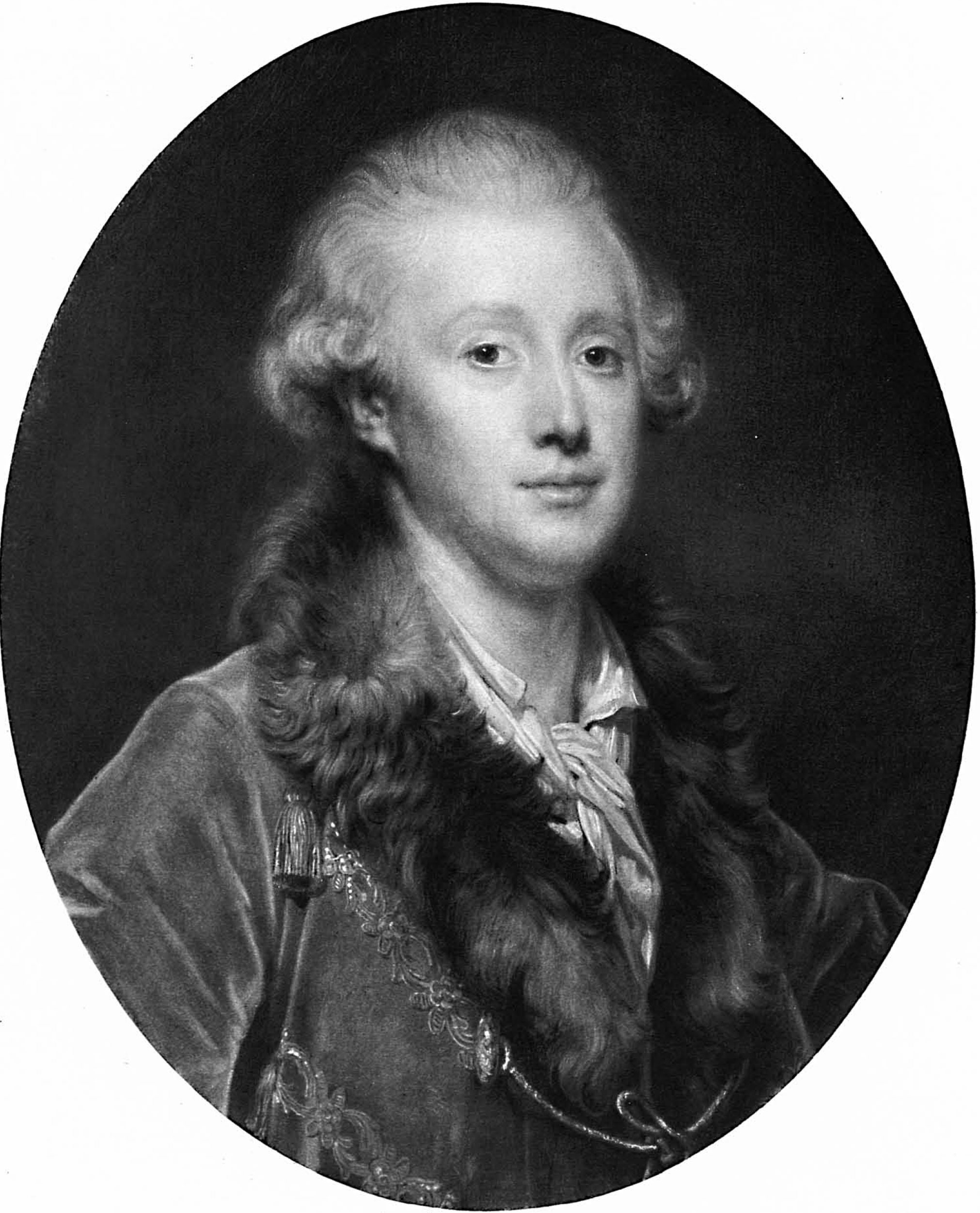
Первый владелец усадьбы на портрете Греза

Дорога к усадьбе проходит по сосновой аллее. Парадный двор составлен по моде того времени из главного дома с плоским фасадом и парных кирпичных 2-этажных флигелей, которые соединены глухими дугами кирпичной ограды с барочным декором. Вогнутный парковый фасад господского дома оформлен более живописно. За дворцом террасами спускался к речке партер с цветниками и статуями. На территории усадьбы также помещались служебный флигель (ныне перестроенный) и два хозяйственных двора (ныне в руинах) — конный и скотный. Обустройство парка нашло отражение в автобиографии Андрея Болотова:
Едучи подле большого озера, прилегающего к той горе, на которой построен был у молодого князя сего каменной дом, не мог я положением и красою всех окружающих оное озеро мест довольно налюбоваться. Они в самом деле были прекрасны, но каменный дом княжий был только что построенный, и не совсем еще внутри отделанный, и потому не составлял дальней важности. <...> Итак, не успел настать сентябрь месяц, как и принялся за копку пруда и за насыпание вынимаемою землею широкой и высокой плотины, и за срубку большого спуска. Рубление сего спуска было для меня еще первоученкою.

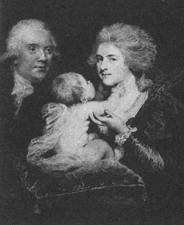
Первые владельцы на портрете Рейнольдса

Поколение за поколением семейства Гагариных накапливали в Никольском выписанные из-за границы книги, фамильные портреты, мебель из редких пород дерева, итальянские панно. Здесь провели детство известные сёстры Гагарины, ставшие жёнами «белого генерала» Скобелева и министра иностранных дел Муравьёва. Не раз бывал в гостях у родственников своей жены Веры и князь П. А. Вяземский, оставивший следующее воспоминание:
По дороге в Никольское, на почтовой станции вышел презабавный случай с моим шурином князем Фёдором. Проголодавшись дорогою, он заказал себе рябчика, а сам вышел прогуляться. Когда он возвратился, то увидел, что один известный московский повеса ест его рябчика, хотя ему сказали, что рябчик заказан другим проезжающим. Тогда Гагарин пожелал ему хорошего аппетита, нацелил на него заряженный пистолет и заставил съесть без отдыха еще одиннадцать рябчиков, за которые заплатил.

После национализации в 1918 году усадьба подверглась разорению. Мебель, зеркала и княжеская библиотека (ок. 1500 томов) были вывезены в 1922 году в Новоиерусалимский монастырь, где в это время начиналось формирование Московского областного краеведческого музея. Основная часть экспонатов погибла от рук фашистов в годы Великой Отечественной войны. 

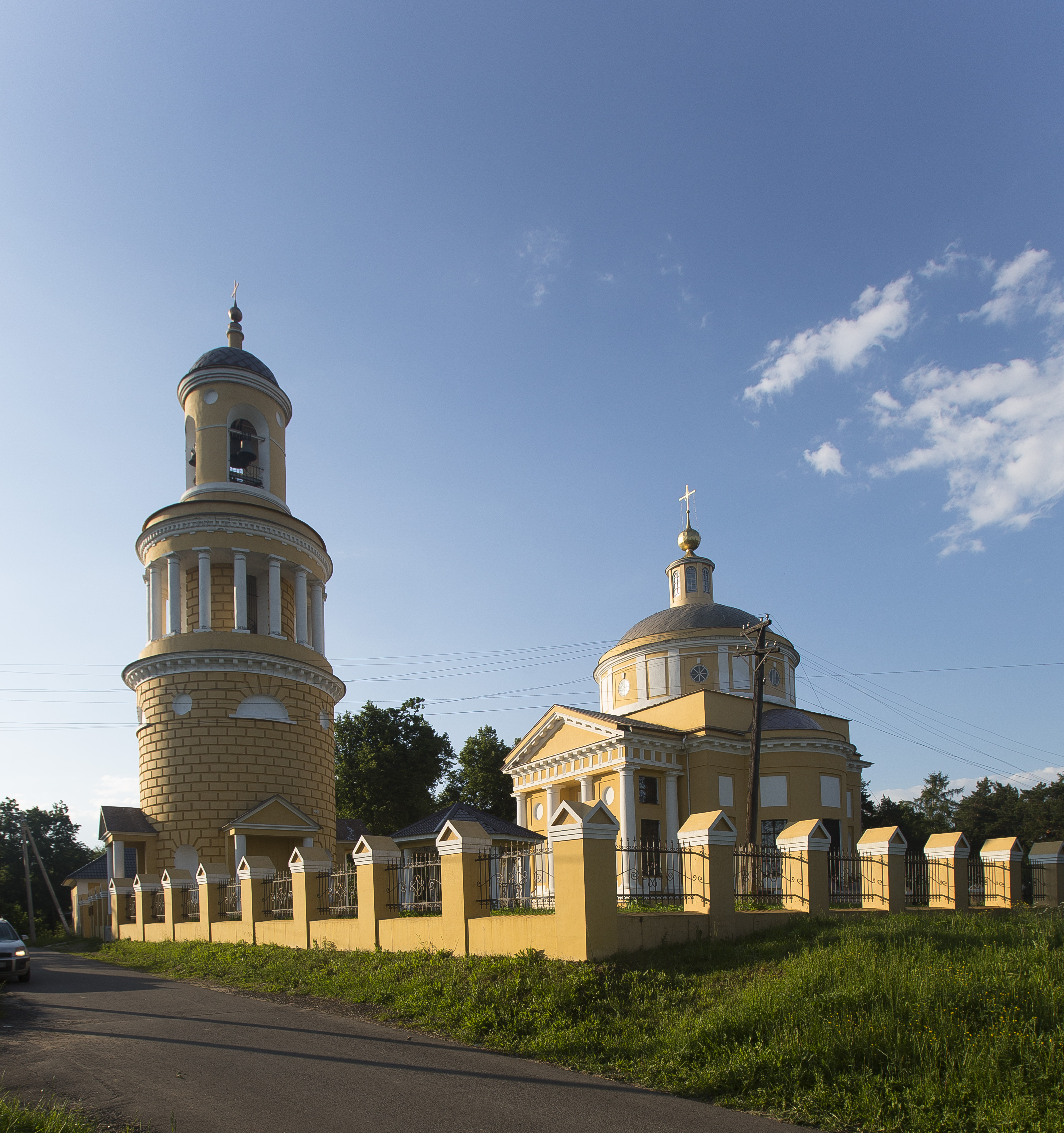
Усадебный храм

О состоянии памятника в 2010 году сообщалось: «Все усадебные постройки в запущенном состоянии. Дворцовый фасад, обращённый к парку, обшарпан и мрачен. Парк не просто заросший, это настоящие дебри. Хотя кое-где ещё можно заметить стройные ряды липовых аллей». По данным на 2017 год парк находится в хорошем состоянии, где можно беспрепятственно погулять ,а зимой прокатиться со спуска, упомянутого в автобиографии Болотова.

## Церковь
Однокупольный Никольский храм, опоясанный дорическим фризом и служивший усыпальницей князей Гагариных, стоит у въезда на территорию усадьбы. Считается, что И. Е. Старов спроектировал не только само здание, но и иконостас. Деревянный барабан церкви обит железом. Масляная роспись появилась в XIX веке. Отдельно от храма высится 40-метровая столпообразная колокольня примечательной для своего времени, почти ампирной архитектуры.
После закрытия храма в 1938 г. храмовый комплекс превратился в руины. Колокольня, как потенциальный наблюдательный пункт противника, была взорвана во время Великой Отечественной войны. В 1999 г. в храме возобновились богослужения. Колокольня воссоздана на средства прихожан в первом десятилетии XXI века.

## В кино
- «Эскадрон гусар летучих» (1980)